# Футбол на летних Олимпийских играх 1984 — квалификация
Отборочный турнир футбольных соревнований летних Олимпийских игр 1984 прошёл с 16 января 1983 года по 29 апреля 1984 года. Сборная США автоматически отобралась на олимпийский турнир на правах принимающей стороны Олимпийских игр. Сборная Чехословакии досрочно стала участником олимпийского турнира на правах чемпиона предыдущих Игр, впоследствии снялась. Остальные 14 мест разыгрывались в отборочных турнирах, проводимых пятью континентальными федерациями. Всего в отборе приняли участие рекордные 86 сборных: 20 европейских, 21 азиатских, 24 африканских, 6 южноамериканских и 15 североамериканских.
Сборные Турции, Аргентины, Перу, Ливана, Нигера, Сьерра-Леоне, Мадагаскара, Конго, Маврикия и Танзании снялись с турнира до его начала. Сборная Туниса снялась по ходу турнира.
Эти Олимпийские игры были отмечены бойкотом со стороны стран социалистического блока. Таким образом итоговый состав участников олимпийского турнира претерпел некоторые изменения. Некоторые победители отборочных турниров не поехали в США, в частности сборные СССР, ГДР, Польши и Чехословакии.
Их заменили Италия, ФРГ и Норвегия.

## Итоговый список участников Олимпийских игр
| Отборочный турнир          | Квоты | Сборные                               |
| -------------------------- | ----- | ------------------------------------- |
| Страна-организатор         | 1     | США                                   |
| Европейская квалификация   | 5     | Франция ФРГ Италия Норвегия Югославия |
| Азиатская квалификация     | 3     | Ирак Катар Саудовская Аравия          |
| Африканская квалификация   | 3     | Камерун Египет Марокко                |
| Отборочный турнир КОНКАКАФ | 2     | Канада Коста-Рика                     |
| Отборочный турнир КОНМЕБОЛ | 2     | Бразилия Чили                         |
| Всего                      | 16    |                                       |

## Европа
В европейском отборочном турнире 20 сборных определяли четыре участника Олимпийских игр. Все команды были поделены на четыре группы. Соревнования проходили в два круга, одна из групп была поделена на две подгруппы с финалом в конце.
Победителями отборочного турнира стали сборные СССР, Югославии, ГДР и Франции. СССР и ГДР снялись перед олимпийским турниром. Предложение об участии получили другие страны Восточной Европы, однако они также отказались. В итоге на Олимпийские игры отправились сборные ФРГ (финалист 4 группы), Норвегии (3-е место во 2 группе после ГДР и Польши), а также Италии, заменившая Чехословакию.

## Азия
В азиатском отборочном турнире 21 сборная (из 22 заявленных) боролись за три места в олимпийском турнире. Турнир проходил в два этапа. Все команды были поделены на пять групп на первом этапе, где провели игры в два круга. Две лучшие команды группы вышли во второй этап, где в рамках двух групп в один круг определялись победители отбора. Вторые команды групп выявляли ещё одного участника олимпийского турнира в дополнительном матче.
Победителями отборочного турнира стали сборные Саудовской Аравии, Катара и Ирака.

## Африка
В африканском отборочном турнире 24 сборные (из 30 заявленных) боролись за три места в олимпийском турнире. Соревнования проходили в четыре раунда в формате матчей на выбывание.
Победителями отборочного турнира стали сборные Марокко, Египта и Камеруна.

## Южная Америка
В южноамериканском отборочном турнире 6 сборных боролись за два места в олимпийском турнире. Турнир прошёл в феврале 1984 года в Эквадоре. Команды были поделены на две группы. Соревнования проходили в два этапа.
Победителями отборочного турнира стали сборные Бразилии и Чили.

## Северная и Центральная Америка
В североамериканском отборочном турнире 15 сборных боролись за два места в олимпийском турнире. Все команды были поделены на три географические зоны. Соревнования проходили в несколько раундов в зависимости от зоны. Победители определялись на общем финальном турнире.
Победителями отборочного турнира стали сборные Коста-Рики и Канады.